# Veronica Campbell-Brown
Veronica Campbell-Brown (Clarks Town, 1982. május 15. –) háromszoros olimpiai és világbajnok jamaicai atléta, rövidtávfutó.
A 2008-as olimpiai játékokon 21,74 másodperces idővel (az évtized legjobb női idejével) nyerte meg a 200 méteres síkfutás döntőét, és lett Bärbel Wöckel után a második nő az játékok történelmében, aki két alkalommal tudott győzni a számban.
Hét alkalommal választották hazájában az év sportolónőjének. Egyike annak a nyolc atlétának, aki ifjúsági, junior és felnőtt világbajnokságon is nyerni tudott.

## Fiatal évei
Cecil Campbell és Pamella Bailey lányaként született a mindössze háromezer fős Clarks Townban. Kilenc testvére van. Iskolái javát Jamaicán végezte, míg a felsőbb tanulmányait már az Amerikai Egyesült Államokban folytatta.

## Pályafutása
Tizenhét évesen, az 1999-es ifjúsági atlétikai világbajnokságon érte el pályafutása első jelentősebb nemzetközi sikereit. 11,49-es időeredménnyel megnyerte a 100 méteres síkfutás döntőjét, valamint tagja volt hazája aranyérmes négyszer százas váltójának. A váltóban ott volt mellette az a Melaine Walker is, aki később négyszáz méteres gátfutásban olimpiai bajnok lett.
A következő évben már a junior világbajnokságon szerepelt, ahol az első női sportoló lett, aki mind a két sprintszámot meg tudta nyerni. A száz méteres távon 11,12-dal, új junior világbajnoki rekorddal, míg kétszázon 22,87-dal győzött.

### Profiként

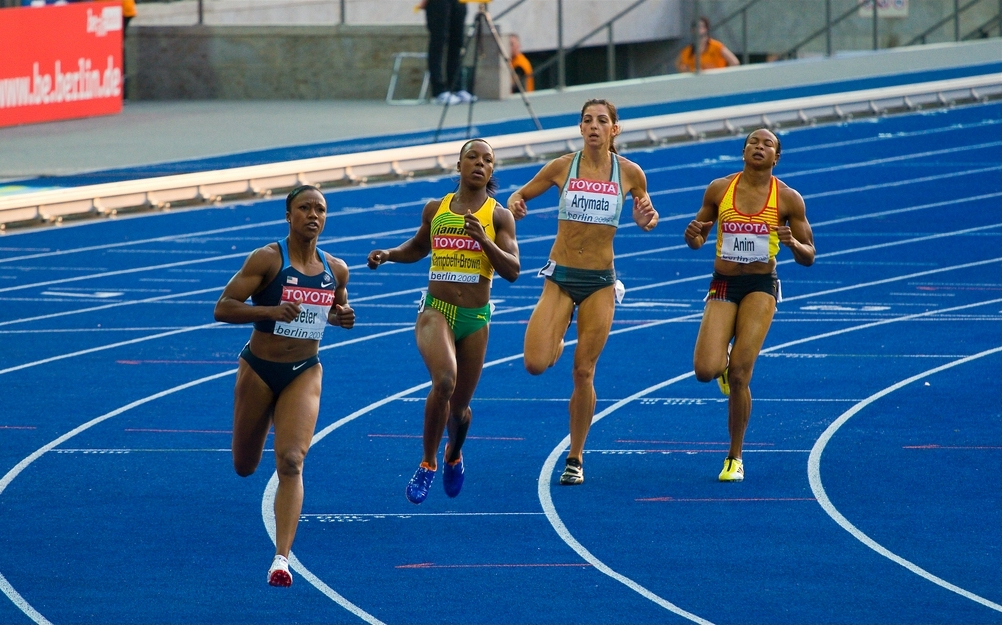
Veronica (balról a második) a 2009-es világbajnokságon

2000-ben indult első alkalommal az olimpiai játékokon. Sydney-ben egyedül a váltóversenyen vett részt, ahol Tayna Lawrence, Beverly McDonald és Merlene Ottey társaként futott a döntőben. A jamaicai négyes végül 1,8 tizedmásodperccel Bahama-szigetek váltója mögött, a második helyen, ezüstérmesként zárt.
Az ezt követő négy évben nem ért el nagyobb sikereket, leszámítva a Nemzetközösségi Játékokon szerzett két ezüstérmét. Az athéni olimpián aztán rögtön egy bronzéremmel kezdett, miután mindössze négy századdal maradt le az aranyról a száz méter döntőjében. A kétszáz méteres számban messze a legjobb idővel, 22,13-as új egyéni csúccsal jutott döntőbe, ahol aztán 22,05-re faragva rekordját, magabiztosan lett aranyérmes. Veronica ezzel megszerezte hazája első női olimpiai aranyát a sprintszámokról. Két nappal később a négyszer százas váltóval is döntős volt. Itt Lawrence-szel, Sherone Simpson-nal és Aleen Bailey-vel együtt új nemzeti rekordot állítottak fel, és 0,54 másodperces előnyben az első helyen zártak.
2005-ben szerezte első érmeit a felnőtt világbajnokságon. Noha százon csak negyedik lett, kétszázon és a váltóval is ezüstérmesként ért célba. Következő sikeréig a 2007-es oszakai világbajnokságig kellett várnia. Itt százon visszavágott Lauryn Williams-nek a Helsinkiben elszenvedett vereségért. A szám döntőjében ugyanis századra azonos idővel lépte át a célvonalat a két atléta, ám egy apró különbséggel mégis Veronica győzött.
A 2008-as pekingi olimpia megnyitóján ő volt a jamaicai csapat zászlóvivője. Hiába volt ő az aktuális világbajnok százon, a játékokon nem vehetett részt a számban, miután csak a negyedik helyen végzett a hazai válogatón. Két olyan szám maradt így, melyeken címvédőként szerepelt. Kétszázon a legjobb idővel jutott túl az elődöntőn, a fináléban pedig 21,74-es új egyéni legjobbal lett háromszoros olimpiai bajnok. A váltóval nem tudta megvédeni címét. Miután a jamaicai négyes a legjobb idővel jutott be a döntőbe, ott egy elrontott botátadás miatt kiesett.
A 2009-es berlini világbajnokságon lábujjsérülés hátráltatta. Csak a negyedik lett százon, így nem védte meg címét, kétszázon azonban újfent másodikként ért célba; Oszakához hasonlóan itt is Allyson Felix mögött zárt. Egy évvel később megszerezte első aranyérmét a fedettpályás világbajnokságról. A dohai versenyen 7,00-s új egyéni rekorddal ért célba hatvan méteren, mely az első helyet jelentette.
2011-ben sikerült megnyernie a kétszáz méter számát a tegui világbajnokságon, százon azonban alulmaradt Carmelita Jeterrel szemben, és lett ezüstérmes. A két érem mellett, a váltóval még egy ezüstöt szerzett.
Ez év márciusában megvédte hatvan méteren szerzett címét a fedettpályás világbajnokságon, júniusban pedig kvalifikálta magát a londoni olimpiára, a százas és a kétszázas számokba egyaránt.

## Magánélete
2007-ben ment hozzá Omar Brown sprinterhez. Jelenleg az Egyesült Államokban, a floridai Clermontban élnek.

## Egyéni legjobbjai

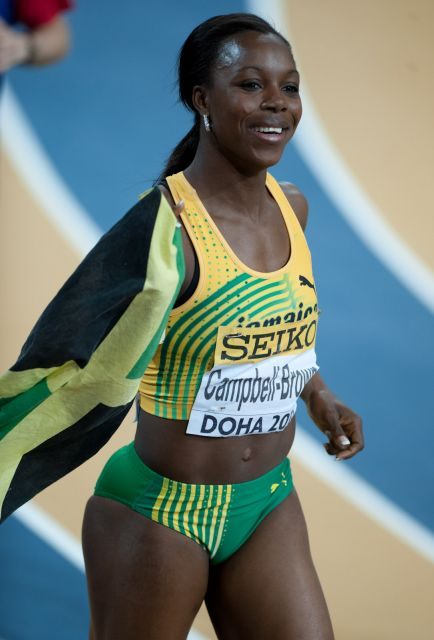
2010 márciusában a dohai fedettpályás világbajnokságon

Noha az olimpiai játékokon hazája legsikeresebb női atlétája, 10,76-os egyéni rekordja csak a negyedik legjobb jamaicai eredmény száz méteren. Kétszázon elért 21,74 is csak a harmadik legjobb idő hazájában, azonban ez a 21. században futott második leggyorsabb női eredmény.
| Versenyszám          | Időeredmény | Szélsebesség | Helyszín     | Dátum               |
| Szabadtér            | Szabadtér   | Szabadtér    | Szabadtér    | Szabadtér           |
| -------------------- | ----------- | ------------ | ------------ | ------------------- |
| 100 méteres síkfutás | 10,76 s     | +0,7 m/s     | Doha         | 2011. május 31.     |
| 200 méteres síkfutás | 21,74 s     | +0,6 m/s     | Peking       | 2008. augusztus 21. |
| 400 méteres síkfutás | 52,25 s     | –            | Orlando      | 2011. március 26.   |
| Fedett               |             |              |              |                     |
| 50 méteres síkfutás  | 6,08 s      | –            | New York     | 2012. január 28.    |
| 60 méteres síkfutás  | 7,00 s      | –            | Doha         | 2010. március 14.   |
| 200 méteres síkfutás | 22,38 s     | –            | Birmingham   | 2005. február 18.   |
| 400 méteres síkfutás | 52,24 s     | –            | Fayetteville | 2005. január 22.    |